# Yuhina à bandeau
Staphida torqueola
Espèce
Statut de conservation UICN

 LC  : Préoccupation mineure
La Yuhina à bandeau (Staphida torqueola) est une espèce de passereaux de la famille des Zosteropidae.

## Répartition
Cet oiseau est répandu à travers le sud-est de la Chine et le nord-est de l'Indochine.

## Systématique
Le nom valide complet (avec auteur) de ce taxon est Yuhina torqueola (Swinhoe, 1870).
L'espèce a été initialement classée dans le genre Siva sous le protonyme Siva torqueola Swinhoe, 1870.
Ce taxon porte en français le nom vernaculaire ou normalisé suivant : Yuhina à bandeau.
Yuhina torqueola a pour synonymes :
- Siva torqueola Swinhoe, 1870
- Staphida torqueola (Swinhoe, 1870)